# Parco nazionale Augrabies Falls

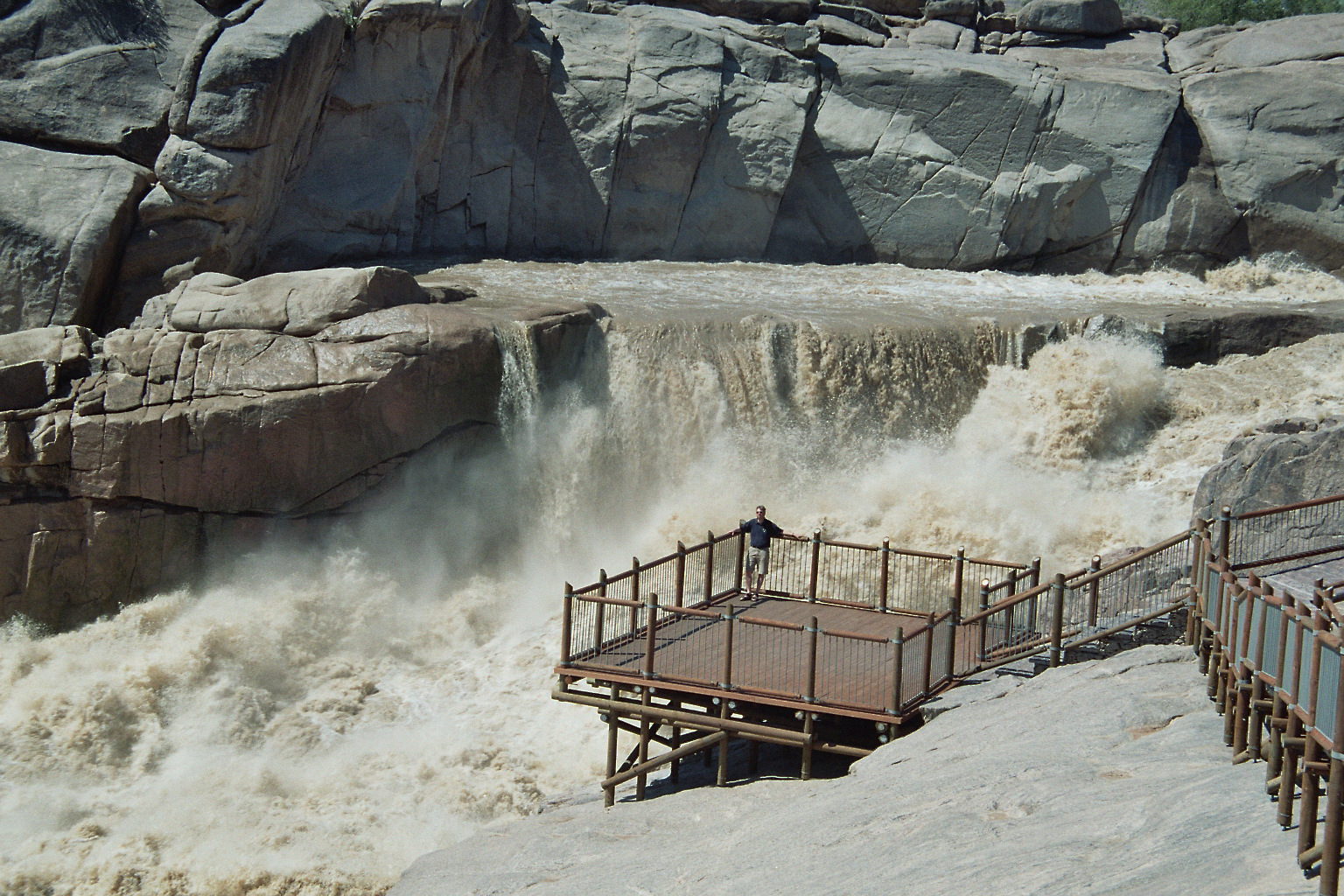
Cascate Augrabies

Il parco nazionale Augrabies Falls è un'area naturale protetta  del Sudafrica, sito intorno alle cascate Augrabies, circa 120 km ad ovest di Upington nella provincia del Capo Settentrionale, Sudafrica. È stato istituito nel 1966.

## Etimologia
Gli originali popoli Ottentotti chiamavano le cascate Ankoerebis, che significa "luogo molto rumoroso". I Trekboers che successivamente si stabilirono in questo luogo storpiarono il nome in Augrabies, mentre il nome è talvolta sillabato anche in Aughrabies. Ma l'autentica pronuncia è impossibile per la maggior parte dei non madrelingua.

## Territorio
Il parco nazionale delle Cascate Augrabies si estende su un'area di 820 km² costeggiando il fiume Orange. L'area è molto arida. La cascata è alta circa 60 metri e mozzafiato quando il fiume è in piena. La gola in fondo alla cascata è profonda in media 240 metri e si estende per 18 chilometri. La gola costituisce un impressionante esempio di erosione di basamento granitico.
Lungo il fiume Orange esistono molti depositi di diamanti alluvionali e la leggenda vuole che il deposito più ricco si trovi proprio all'interno della cavità scavata nel granito alla base della cascata dalle acque tumultuose.

## Flora
La pianta più caratteristica del parco è l'aloe gigante (Aloidendron dichotomum) localmente nota come albero della faretra o kokerboom. Questa pianta si è perfettamente adattata alle aree semi-desertiche aride e rocciose del Nama-Karoo, capaci di sopportare le temperature estreme e il suolo sterile. Quest'albero, che può raggiungere anche i cinque metri di altezza, deve il proprio nome al fatto che gli indigeni (San) sfruttavano i rami più teneri per farne faretre per le proprie frecce. Il vistoso profilo dell'albero della faretra è tipico di questa parte del paesaggio della Provincia del Capo. Quando l'albero fiorisce in inverno, stormi di uccelli sono attratti dal suo copioso nettare, ed è possibile osservare i babbuini strappare i fiori per suggerne il liquido zuccherino.

## Fauna
Al suo interno si possono avvistare parecchie specie di rettili, primati, piccole antilopi, giraffe oltre al leopardo, il caracal e il gatto selvatico africano.

## Attività
All'interno del parco si possono svolgere numerose attività di escursione e lungo il fiume Orange è possibile fare rafting e passeggiate in canoa.